# Pseudotmethis alashanicus
Pseudotmethis alashanicus är en insektsart som beskrevs av Bei-bienko 1948. Pseudotmethis alashanicus ingår i släktet Pseudotmethis och familjen Pamphagidae. Inga underarter finns listade i Catalogue of Life.